# ドーバー博物館
ドーバー博物館（ドーバーはくぶつかん、英: Dover Museum）は、イングランド南東部のケント（州）の都市ドーバーの市街中心地に位置する博物館である。

## 歴史
ドーバー博物館は1836年に設立され、当初は古い集会所にあり、ドーバー市長であった E・P・トムスン (E. P. Thompson) の寄附などにより博物学的資料が収蔵された。その後、拡張が必要になると、1848年、収蔵品を収めるため新たに建設された場所に移行し、1849年に開館した。1850年代より博物館の収蔵点数がさらに増加したことで、1920年代から収蔵品および博物館の構造の見直しが提起され、1930年代には再編が開始されていたが、1939年の第二次世界大戦の勃発後、1942年、2本の爆弾により直接被災し、収蔵品の約70パーセントが破壊された。
戦後、1949年11月末にようやく博物館は再開され、新たな寄贈もあったが、戦前の収蔵品の多くは他所に移管されて未修復であった。博物館は残された収蔵品の選別・修復をおこなうとともに、博物館は1960年代以降、ドーバー地域の歴史的史料に重点を置いて展開していった。1989年、博物館は現在の新しい建物に移設され、1999年には、館内の拡張によりドーバー青銅器時代の船の展示がなされた。

## 館内
- 1階 (Ground floor) - 考古学展示室
  - ドーバー地域（先史時代-1066年）
- 2階 (First floor) - 特別展示室
- 3階 (Second floor)
  - ドーバー、シンク・ポーツ（英語版）、ドーヴァー城の歴史（1066年-現代）
  - ドーバーの青銅器時代の船（紀元前1550年頃）の展示室など